# Ksenija Marinković
Ksenija Marinković (født 18. april 1966 i Virovitica) er en kroatisk skuespillerinde.

## Filmografi
- Naša mala klinika (tv-serie, 2005)
- Horton og Støvfolket Hvem (stemme, 2008)
- Værelse 304 (2011)
- Metastaze (2009)
- Hives (2012)
- Vegetarian Cannibal (2012)